# 陰謀の惑星 シャンカラ
『陰謀の惑星　シャンカラ』（いんぼうのわくせい シャンカラ）は、1992年にアイ・ジー・エスより発売された政略シミュレーションゲームである。

## ストーリー
西暦2871年、銀河帝国が武力によって宇宙統一を果たしてから、すでに108年が経過していた。長く続いた平和はやがて腐敗と堕落を産み、辺境の惑星では内乱が頻発する。

銀河帝国は内乱を鎮めるために「統治後100年を過ぎた惑星は、自治体制の確保を条件に独立を認める」という「独立法」を制定。内乱は終息へ向かうこととなる。

辺境の植民惑星「シャンカラ」においても、独立法に基づいた独立運動が勃発。鉱業のほかに有力な産業を持たない不毛の地で、原住民と人類の抗争や異星人の入植、テロ活動といった様々な問題を内包しながら、それぞれの思惑と野望を胸に、4人の候補者が初代大統領に名乗りを上げる。

ここに惑星シャンカラ最大の動乱が始まった・・・。

## ゲーム内容
銀河帝国からの独立を控えた植民惑星シャンカラを舞台に、プレイヤーは4人のキャラクターから一人を選び、シャンカラの初代大統領を目指す。

### 勝利条件
植民惑星シャンカラには30個のコロニーが存在し、各プレイヤーキャラクターが3個ずつ、残りの18個を12ある政党が保有している。

各政党からの支持を取り付けてその保有コロニーを支配下に置き、最終的に17個のコロニーを支配下に入れたプレイヤーが初代大統領に選ばれ、エンディングとなる。

### ターンの流れ
ゲームは1ヶ月を1ターンとし、1ターン中には複数のフェイズが存在する。（以下、発生順）

ニュース・天気予報
ニュース番組形式で、当月の天気とニュースが発表される。

天気は4種類存在し、後のフェイズに影響する。
- グレース：雲ひとつない青天。鉱山での作業がはかどるため、鉱物が通常の2倍手に入る。
- 晴れ：シャンカラにおける通常の天気。特別な効果はない。
- オーブン：灼熱の熱波。人間が活動できないため鉱山・宇宙港は閉鎖される。また、内乱時には機械化部隊しか出撃できない。
- フラカン：プラズマの嵐。オーブン同様鉱山・宇宙港が閉鎖されるほか、衛星砲・空爆も使用できない。

天気予報の後は事件・事故などのニュースが報じられる。ここでの事件や事故も、後のフェイズに影響する。また、各プレイヤーの収入となる予算案も発表される。
ポスト決定
ゲーム開始時および後述の内乱で死者が発生した場合に発生。議席数の多い順にポスト（各プレイヤーがシャンカラ政府内で果たす役割）を選択する。

- パレスガード：女性兵士のみで編成された王宮警備隊。保有戦力「パレスガード」は内乱で使用できるほか、暗殺も無料で行うことが出来る。
- ジェネラル1：陸軍の1派。強力な陸上戦力である「歩兵1・2」「ギガント」を保有する。
- ジェネラル2：陸軍の1派。兵力はジェネラル1と同様だが、内乱時の出現位置が異なる。
- エアフォース：空軍。保有戦力は心許ないが、3回まで敵戦力を一方的に攻撃できる「空爆」を使用可能。

アイテム入手
様々な効果をもたらすアイテムをランダムで入手する。
議会
ニュースで発表された予算案を議会で採決する。各プレイヤーは賛成か反対を選択し、それぞれの議席数の合計で可決・否決が決まる。

可決された場合は予算で発表された金額が各プレイヤーに割り当てられ、否決された場合は次回の予算にプールされる。
鉱物入手
支配する鉱山の数に応じて、鉱物を入手する。鉱物は宇宙港で換金することができる。ボルジアのみ、宇宙港の開閉を選択可能。
政略
各プレイヤーの所持する資金を使い、各政党に献金することによって政党内の影響力を強め、自らを支持する議席を獲得する。

各政党は保有議席数が決まっており、議席数同数の「影響度」を持っている。資金500を献金する毎に影響度を1、他プレイヤーから奪うことが出来る。

最も影響度の高いプレイヤーが、その政党の議席と保有するコロニーおよび鉱山を確保することが出来る。
また、入手したアイテムを使って各政党の影響度を増減させることも可能である。
雇用
資金を使い、暗殺者や特殊な内乱ユニットを雇用することが出来る。
- 暗殺者：フリーの暗殺者。暗殺フェイズで暗殺を実行することが出来るようになる。
- 狂人：薬物中毒者。薬物を与えれば何でも言うことを聞くので、安価な暗殺者として利用できるが、暗殺に失敗した場合一定の確率で使用者に襲い掛かってくる。
- 傭兵：内乱で使用できるユニット「傭兵」を雇用できる。
- ルドラ：オーブン時のみ可能。巨大生物「ルドラ」を内乱ユニットとして雇用（捕獲）できる。

居場所決定
暗殺者から身を隠すため、自らの居場所を移す。「自宅」「別荘」「オフィス」「愛人宅」「宇宙港」「シェルター」に移動可能だが、「宇宙港」「シェルター」以外は特別な効果はない。

「宇宙港」に移動した場合は鉱物を資金に換金することができ、「シェルター」に移動した場合は暗殺者を寄せ付けないが、代わりに次のターンの居場所決定まで一切の行動が出来なくなる。
暗殺
他プレイヤーの居場所を推測し、暗殺者を送り込むことが出来る。暗殺者を持っていない場合は何も出来ない。
暗殺が成功した場合、暗殺されたプレイヤーは次のターンでクローンとして復活するまで何も出来ず、また政党の支持度を大きく減らしてしまう。

暗殺者の種類
- 暗殺者：上記「雇用」参照。シェルターは対象にできない。
- 狂人：上記「雇用」参照。シェルターは対象にできない。
- パレスガード：ポスト「パレスガード」のプレイヤーのみ使用可能。パレスガード所属の女性兵士を暗殺に向かわせる。性能は暗殺者と変わらないが、無料で何度も使用できる。
- アサシン：アイテムとしてランダムに入手できる、特殊装備に身を固めた凄腕の暗殺者。唯一シェルターも対象にすることができる。

内乱
保有する戦力を使い、他プレイヤーに戦争を仕掛ける。内乱を起こすには「口実」（いわゆる大義名分）が必要で、ニュースで発表された事件やアイテムによって口実を持つことが出来る。

内乱を起こしたプレイヤー（以下、攻撃側）と起こされたプレイヤー（以下、防御側）以外のプレイヤーは、攻撃側と防御側のどちらに味方するかを選択することができ、内乱の途中で裏切ることも可能。

内乱はウォーシミュレーション形式で、エリアごとに区切られたマップ上で行われる。各エリアは敵味方それぞれ3ユニットまで進入が可能で、各ユニットは隣接あるいはラインで繋がったエリアにのみ移動できる。

各プレイヤーのユニット移動が終わった段階で、同一エリアに敵対するユニット同士が存在した場合、戦闘が発生する。戦闘は攻撃目標を選択すると自動で開始され、全滅したユニットは消滅する。

内乱が6ターン経過した時点で、より多くエリアを占領した勢力が勝者となり、勝者は敗北側のプレイヤーを処刑するかどうかを選択する。

処刑されたプレイヤーは次のターンでクローンとして復活することが出来るが、政党の支持度を大きく減らしてしまう。
総選挙
内乱後の処刑および暗殺でプレイヤーが死亡した場合、死亡したプレイヤーが減らした支持度を残りのプレイヤーが各政党に分配することが出来る。
総選挙が終了した時点で勝利条件を満たしたプレイヤーがいない場合は、次のターンへ移行する。

## プレイヤーキャラクター
ガロア
人類がシャンカラに移民した当時からの名家であるガロア家の現当主で、痩身の男性。政治権力に長け、最大政党「オウゾリエン」を支配している。最大政党を支配しているため、最初から保有議席数が多い。
アリバブ
シャンカラ原住民の王で、原住民の政党「カメロイド」を支配している。緑色の肌をした爬虫類のような恐ろしげな外見とは裏腹に人類との共存を望み、シャンカラを平和な惑星にすることを理想としている。
大統領になるために所有する財宝を換金したため、初期の資金が他プレイヤーの2倍である。
ボルジア
宇宙港を保有する富豪で、金髪碧眼の美女。宇宙港の開業/休業を自由に決定できるほか、他プレイヤーが鉱物を換金した際に税金として一定額を徴収できるため、経済力が高い。
政党「トラスト」を支配している。
ミナモト
戦いを好み、シャンカラを銀河系一の軍事国家にするという野望を持つ。4人の中では最も新しい勢力だが、親族で固めた強力な軍を率いて現在の地位を得た。戦争で体の半分を失い、サイボーグ化している。
独自の戦力「ミナモト軍」を保有している。

## 政党
オウゾリエン
シャンカラ4大政党の一つで、有数の政治家集団。最大の政党でもあり、他を圧倒する議席数を誇る。ガロア家と友好関係にある。
人類の代表としての性格が強く、政治姿勢は保守的。
ゼン教団
シャンカラ4大政党の一つで、唯一神「ゼン」を信仰する集団、宗教による銀河の統一を目指している。内乱で使用可能な戦力「僧兵」を所有する。
ガリンペイロ
シャンカラ4大政党の一つで、唯一の産業である鉱業に従事する鉱山労働者の団体。構成員は過酷な条件での労働に耐えるため、体を機械化している者が多い。
内乱で使用可能な戦力「ガリンペイ」を所有する。
カメロイド
シャンカラ4大政党の一つで、シャンカラの原住民を代表する政党。原住民の王であるアリバブの支配下にある。原住民達からの支持も高いが党内部では穏健派のアリバブを嫌う動きもある。
そのため、アリバブに対する支持度は他よりそれほど高いわけではない。内乱で使用可能な戦力「カメロイド」を所有する。
トラスト
宇宙港で働く労働者たちの集団で、正式名称は「宇宙労働組合」。宇宙港を所有するボルジアとは深いつながりを持つが、構成員たちはボルジアと手を切りたがっており、ボルジアに対する支持度は他よりそれほど高いわけではない。
内乱で使用可能な戦力「サイボット」を所有するほか、障害物排除用の攻撃衛星（衛星砲）も所有している。
テクノクラーツ
最新の研究所「テクノクラーツ」で働く研究員達の集団。「ギガント」や「タルカス」といった兵器の開発に力を注いでおり、「シャンカラの頭脳」とも呼ばれる。
内乱で使用可能な戦力「タルカス」を所有する。
銀河帝国派
銀河帝国からの独立に反対する一派。たとえ独立したとしても、銀河帝国との良好な関係を維持することを求めて活動している。
独立党
銀河帝国派とは逆に、銀河帝国からの完全な独立を求める一派。構成員は学生が多く、行動力はあるが問題を起こすことも多い。
キメラ
シャンカラの過酷な環境に適応できるよう、人類とシャンカラ原住民の細胞を融合させて作られた新人類。平和を愛し、人類・原住民双方から高い支持を得ている。
アルデバラン
アルデバラン星系から移住してきた、エビのような姿をした異星人たち。水源を発見する能力があり、不毛の地シャンカラでは必要とされる存在だが、繁殖力が高く人口が瞬く間に膨れ上がる危険性を持つため、シャンカラ政府からは警戒されている。
テロル派
テロリストや暗殺者などで構成される危険な集団。テロ事件を起こしたり、プレイヤーキャラクター達の命を狙うこともある。
黒衣党
活動目的が一切不明の黒衣の集団。

## 戦力

### ポストが保有するもの
パレスガード
「パレスガード」が保有する、女性兵士だけで構成された王宮警備兵。構成数は少ないが高い能力を持つ。
歩兵1～4
「ジェネラル1」「ジェネラル2」が保有している、パワードスーツで武装した歩兵。平均的な能力だが数が多い。
ギガント1～2
「ジェネラル1」「ジェネラル2」が保有している、テクノクラーツ開発の高性能重戦車。
ホバータンク
「エアフォース」が保有するホバー走行の対空戦車。対地攻撃・装甲は貧弱だが、降下中の降下兵に対する攻撃力が高い。
空爆（特殊兵器）
「エアフォース」が保有する、内乱用ユニットではなく、内乱中にコマンド選択で使用できる特殊兵器。爆撃機による空爆で指定した敵ユニットにダメージを与えるが、内乱中3回しか出撃できない。また、天候がフラカンだと出撃できないほか、マップ上の拠点「空港」に敵が侵入していると出撃不可。

### 政党が保有するもの
邪神兵
「ゼン教団」の神殿地下に封印されていた、上半身は人型、下半身は甲殻類のような姿をした異形の巨大兵器。古代の原住民が銀河帝国に対抗するためにひそかに建造していたと言われる。
並大抵の兵力では太刀打ちできない強大な戦闘力を誇る。特定のイベントによって「ゼン教団」保有の戦力となる。
僧兵
「ゼン教団」に所属する僧兵。武装は槍などの原始的なものだが、死を恐れぬ信仰心からか防御力が多少高い。
ガリンペイ
「ガリンペイロ」に所属する労働者。数は多いが能力は貧弱。
カメロイド
「カメロイド」に所属する武装した原住民。ガリンペイ同様数は多いが能力は貧弱。
サイボット
「トラスト」に所属するサイボーグ。武装は作業用レーザー程度で貧弱だが、サイボーグなので防御力は高い。
衛星砲（特殊兵器）
「トラスト」が保有する障害物排除用の衛星砲を攻撃に転用する。空爆と同様、内乱用ユニットではなく内乱中にコマンド選択で使用できる特殊兵器。回数制限はなく指定したエリアの敵味方問わずすべてのユニットにダメージを与えるが、威力は空爆より低い。また空爆同様に天候がフラカンの場合は使用できず、マップ上の拠点「通信所」に自軍のユニットが存在する必要がある。
タルカス
「テクノクラーツ」の誇る最新鋭兵器。4脚の昆虫のような姿をしたロボットで、高い攻撃力と防御力を誇るが、量産が効かないため1機しか運用されていない。
アメーバ
「テクノクラーツ」が開発した生物兵器。強酸による攻撃と柔軟な体による高い防御力を誇る。特定のイベントによって「テクノクラーツ」保有の戦力となる。

### その他
降下兵
軌道上の衛星基地に駐屯する銀河帝国軍の治安部隊。内乱が起こると治安維持のために防御側につくが、賄賂を好むため内乱開始時にお金を払わないと参加してくれない。
ゲリラ
特定の主義主張を持たず、内乱が始まると現れるゲリラ集団で、常に攻撃側に味方する。旧式のトラックに様々な武装を搭載しており、防御力は低いが攻撃力は高い。
ミナモト軍
ミナモトが保有する固有の戦力で、戦車タイプの兵器。数は少ないが能力はギガントに匹敵する。
闘神兵
どこかに封印されたという、邪神兵と対となる古代兵器。邪神兵とは違い通常の人型をしている。邪神兵が出撃していると、必ず邪神兵と敵対する勢力の戦力として現れる。
リバイアサン
テクノクラーツで開発されている、鳥のような姿をした新兵器。タルカスを上回る性能を誇る。特定のイベントでテクノクラーツから奪われ、敵対する戦力の戦力として現れる。
ルドラ
シャンカラに生息する巨大な原住生物。巨大な鉤爪とゴムのような皮膚を持ち、高い戦闘力を誇る。天気がオーブンの時のみ雇用フェイズで捕獲できる。
傭兵
金で雇われた兵士。能力はミナモト軍に匹敵する。雇用フェイズで雇用可能。
黒衣軍
黒衣党がひそかに保有している戦力。特定のイベントで黒衣党の戦力として登場する。